# Оборина, Евгения Ивановна
Евге́ния Ива́новна Обо́рина, в замужестве Алексе́ева (1 апреля 1912 года, Москва, Российская империя) — советская фигуристка. Чемпионка СССР 1937, 1938, 1941, 1946 годов в женском одиночном катании.
Тренер — Н. А. Панин-Коломенкин

## Биография
Фигурным катанием Евгения Оборина начала заниматься в 17 лет на катке Дома Красной армии в Ленинграде. Была сильнейшей фигуристкой Ленинграда с 1934 года. В 1938 и 1939 годах становилась чемпионкой СССР. Участвовала в Великой Отечественной войне, была фельдшером. Воинское звание — капитан медицинской службы. После войны, в 1946 году, ещё раз стала чемпионкой страны. В чемпионатах 1948 и 1949 годов, участвовала под фамилией Алексеева.

## Спортивные достижения
| Соревнования/Сезон | 1936—1937 | 1937—1938 | 1938—1939 | 1940—1941 | 1944—1945 | 1945—1946 | 1947—1948 | 1948—1949 |
| ------------------ | --------- | --------- | --------- | --------- | --------- | --------- | --------- | --------- |
| Чемпионаты СССР    | 2         | 1         | 1         | 1         |           | 1         | 3         | 2         |